# ノーバート・カー
ノーバート・リー・カー（Norbert Lee Kerr、1948年12月10日）は、アメリカ合衆国の社会心理学者、ミシガン州立大学の心理学名誉教授。2014年の時点では、イングランドのケント大学の非常勤職も兼ねていた。彼は、ケーラー効果 (Kohler effect) について、また、陪審員の意思決定に影響を与える要因について、研究をおこなった。1998年、カーは「HARKing」（「ハーキング」：「HARK」は、hypothesizing after the results are known「結果が出た後から仮説を作ること」の略）という言葉を作った。

## おもな著書

### 単著
- Norbert L. Kerr, Psychology of the Courtroom,  Academic Press, 1981

### 共著
- Robert S. Baron, Norbert L. Kerr, Norman Miller, Group Process, Group Decision, Group Action (Mapping Social Psychology), Open University Press, 1992
- Harold H. Kelley, John G. Holmes, Norbert L. Kerr, Harry T. Reis, Caryl E. Rusbult, Paul A. M. Van Lange, An Atlas of Interpersonal Situations, Cambridge University Press, 2003